# 阿扎巴奇耶湖
56°08′00″N 161°48′00″E / 56.1333°N 161.8°E
阿扎巴奇耶湖（俄语：Ажабачье озеро），是俄羅斯的湖泊，位於該國東北部，由堪察加邊疆區負責管轄，長13公里、寬7公里，面積63.9平方公里，集水區面積486平方公里，平均水深17米，最大水深33米。